# Alunda kyrka
Alunda kyrka är en kyrkobyggnad i Alunda. Den är församlingskyrka i Alunda församling i Uppsala stift och ligger i södra utkanten av Alunda samhälle i Östhammars kommun.

## Kyrkobyggnaden
Alunda kyrka är en vitputsad nyklassicistisk korskyrka med torn i väster och kor i öster. I koret finns en altartavla av Johan Zacharias Blackstadius med snidat ramverk av Fredrik Smedberg, i korvalven finns också medeltida kalkmålningar. Inredningen är i gustaviansk stil, till exempel predikstolen av Johan Westberg. På läktaren står en välbevarad 25-stämmig piporgel skapad av firma P. L. Åkerman & Lund i Stockholm.

## Historik
Alunda stenkyrkas äldsta delar stammar från 1200-talet. Då uppfördes långhus med torn i ena änden och kor i andra. Vid 1400-talets mitt förlängdes långhuset österut och avslutades med ett nybyggt kor av samma bredd som långhuset. Samtidigt utökades den äldre sakristian med två rum åt väster och kyrkorummets tak försågs med valv av tegel. År 1465 dekorerades kyrkan med kalkmålningar bland annat av Johannes Iwan från Vendel.
År 1542 brann kyrkan, liksom även 1715, med stora skador som följd. Kyrkan stod länge i ett bedrövligt skick innan den 1780-1787 äntligen reparerades och byggdes om. Då tillkom två korsarmar och kyrkan blev lika bred som den var lång. Tornet byggdes på höjden och försågs med lanternin. Kyrkan blev nu en nyklassicistisk byggnad med stora rundbågiga fönster och tunnvalv i långhuset. Vid ombyggnaden överkalkades kalkmålningarna.
År 1859 brann kyrkan återigen. En restaurering genomfördes 1937 under ledning av arkitekt Ärland Noreen då de överkalkade målningarna togs fram och en ny altarring snidades.

## Inventarier
Bland inventarierna märks en altartavla från 1862 målad av konstnären Johan Zacharias Blackstadius (1816-1898) med ramverk snidat av bildhuggaren Fredrik Smedberg. Dopfunten är från 1400-talet. Predikstolen är i gustaviansk stil, snidad 1796 av Johan Westberg.
- Storklockan, gjuten 1904.
- Lillklockan, gjuten 1751.
- Tornur från 1795.

## Orglar
- Enligt antikvarie Johannes Haquini Rhezelius (†1666) fanns det år 1635 ett mindre orgelverk på en "orgskulla" över sakristian.

### Jonas Ekengren-orgeln
Kronologi:
- 1786: Stolmakare & orgelbyggare Jonas Ekengren (1736-1793), Stockholm, bygger en 17-stämmig orgel med 2 manualer och bihangspedal.
- 1841 & 1843 byggs orgeln till.
- Omkring 1880: Försäljning av instrumentet till Betlehemskyrkan, Gävle.

### Åkerman & Lund-orgeln
- 1880: Firma P L Åkerman & Lunds orgelfabrik, Stockholm, bygger en 25-stämmig orgel med 2 manualer & pedal, mekanisk traktur och registratur samt barkermaskin på manual I. Alla fasadpipor är blinda.

Disposition:
| Huvudverk f³        | Svällverk f³        | Pedal C-d¹               | Koppel  |
| Borduna 16’         | Principal 8’        | Subbas 16’               | I/P     |
| Principal 8’        | Rörfleut 8’         | Qvinta 12’ (eg. 10 2/3’) | II/P    |
| Basetthorn 8’       | Salicional 8’       | Violoncelle 8’           | II/I    |
| Flûte harmonique 8’ | Flûte octaviante 4’ | Gedacht 8’               | 4’I/I   |
| Gamba 8’            | Echofleut 4’        | Octava 4’                | 16'II/I |
| Borduna 8’          | Waldfleut 2’        | Basun 16’                | 4’P/P   |
| Octava 4’           | Euphone 8’          | Trumpet 8’               |         |
| Octava 2’           |                     |                          |         |
| Cornett III chor.   | Crescendosvällare   |                          |         |
| Trumpet 16’         |                     |                          |         |
| Trumpet 8’          |                     |                          |         |

### Kororgel
- 1978: Robert Gustavsson Orgelbyggeri AB, Härnösand, bygger en tvåmanualig kororgel med självständig pedal och mekaniska slejflådor. Handmanövrerade luckor framför bröstverket.

Disposition:
| Huvudverk C-g³        | Bröstverk C-g³              | Pedal C-f¹    | Koppel |
| Blockflöjt 8’         | Täckflöjt 4’                | Subbas 16’    | I/P    |
| Principal 4’          | Cornett III chor. 2 2/3’, D | Gedacktbas 8’ | II/P   |
| Nasat 3’ (eg. 2 2/3’) | Regal 8’                    |               | II/I   |
| Spetsflöjt 2’         |                             |               |        |
| Superoctava 1’        |                             |               |        |

## Omgivning

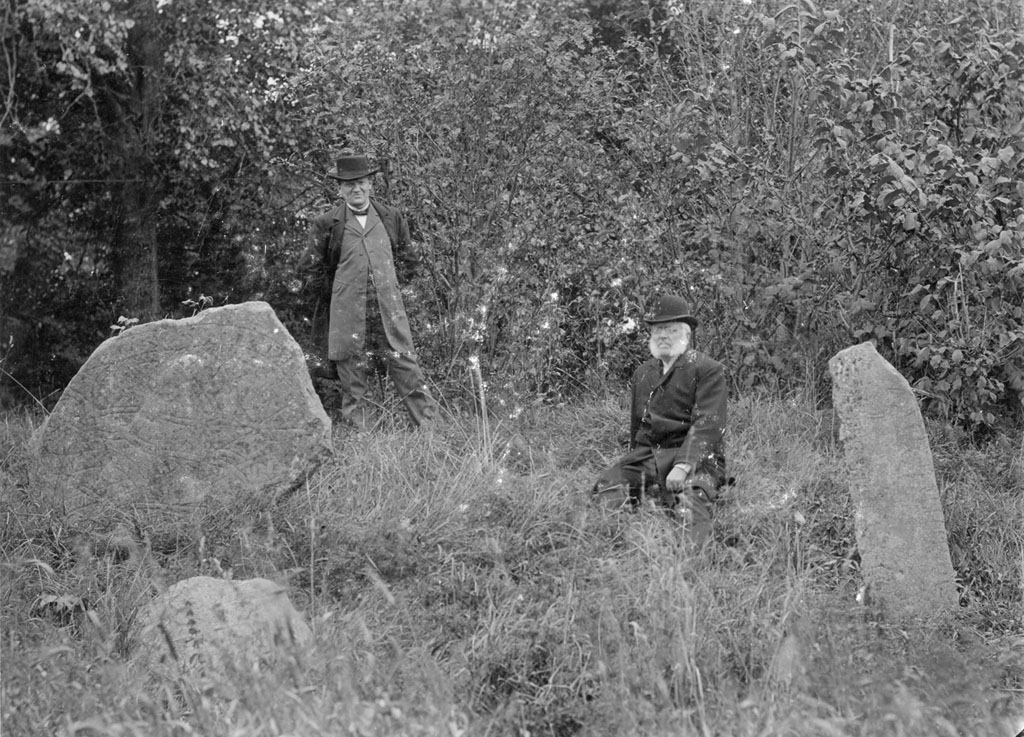
Runsten 1127 och 1128 utanför kyrkan.

Utanför kyrkan finns några runstenar, U 1126, U 1127, och U 1128. En fjärde runsten, U 1129 är försvunnen.  U 1126 och U 1128 inskrifter saknar språklig mening och är huggen av en helt oövad runristare.